# Darwin Núñez
Darwin Gabriel Núñez Ribeiro (kiejtés: [ˈdaɾwĩn ˈnuɲes]; Artigas, 1999. június 24. –) uruguayi labdarúgó, aki jelenleg a Saudi Pro League-ben szereplő el-Hilál játékosa.

## Pályafutása
Núñez a Peñarol utánpótlás játékosa volt fiatalkorának nagy részében. 2017-ben mutatkozott be a felnőtt csapatban. 

### Almería
2019. augusztus 29-én igazolta le öt évre a spanyol másodosztályú együttes, amellyel a klub legdrágább játékosa lett. Két nappal később nevezve volt a bajnokság 2019–2020-as idénye harmadik fordulójában az SD Huesca ellen. Október 3-án debütált a Sporting Gijón vendégeként, a 4–2-es találkozó második félidejének elején érkezett a pályára Lucien Owona helyett. A harmadik mérkőzésén szerezte meg első találatát az Extremadura UD ellen, a 64. percben büntetőből szerezte meg a vezetést a 3–2-re zárúlt bajnokin.

### Benfica
2020. szeptember 4-én szerződtette a portugál együttes - 2025 nyaráig - klubrekordot jelentő összegért. A portugál labdarúgás történetének legdrágább igazolása lett.
Tizenegy nappal később debütált a klub színeiben, a 2–1-re elvesztett, idegenbeli, PAOK elleni 2020–2021-es UEFA-bajnokok ligája-selejtezőn. Három nappal később mutatkozott be a bajnokságban az FC Famalicão vendégeként megnyert 5–1-es találkozón, melyen két gólpasszt is kiosztott. Október 22-én az Európa-liga csoportkörének első mérkőzésén, a Lech Poznań vendégeként a 42. percben megszerezte első gólját a klub színeiben, majd mesterhármast ért el a 4–2-re megnyert kupameccsen. Négy nappal később a bajnokságban is megszerezte első találatát a B Sad elleni 2–0-ás mérkőzés során. Második szezonjában a csapattal a bajnokság gólkirálya lett, 28 mérkőzésen 26 gólt szerzett. Beválasztották az Év csapatába is.

### Liverpool
2022. június 14-én hatéves szerződést írt alá a Premier League-ben szereplő együttessel, a Liverpool klub rekordot jelentő összeget: 85 millió fontot fizetett az SL Benfica csapatának.
2022. július 12-én debütált a Manchester United elleni felkészülési mérkőzésen. Július 30-án lépett pályára először tétmérkőzésen a Manchester City ellen 3–1-re megnyert angol-szuperkupa döntőn. A második félidő 59. percében érkezett a pályára Roberto Firmino helyett, a hosszabbítás 4. percében megszerezte fejesből az első találatát. Az első bajnoki mérkőzését a Premier League 2022–2023-as idényének nyitófordulójában játszotta a Fulham vendégeként. A találkozón cserként lépett pályára, és tizenhárom perccel később egyenlített (1–1), majd a 80. percben gólpasszt készített elő Mohamed Szaláh számára a 2–2-re végződő mérkőzésen. A következő fordulóban lépett pályára hazai környezetben az Anfield Stadionban, kezdőként a Crystal Palace elleni 1–1-es döntetlenen, majd a második félidő 57. percében agresszív magatartás miatt kiállította a játékvezető. Szeptember 7-én a Bajnokok Ligájában is pályára lépett, egy 4–1-re elvesztett mérkőzésen a Napoli vendégeként. November 12-én hazai környezetben a Southampton elleni 3–1-es bajnokin két gólt szerzett, amellyel beállította a 3–1-es végeredményt.
A 2023–2024-es szezonban játszotta 50. tétmérkőzését a klub színeiben, az Angol-ligakupa harmadik fordulójában a Leicester City ellen. A 3–1-es győztes találkozón csereként lépett pályára.

### el-Hilál
2025. augusztus 9-én hivatalosan bejelentették, hogy a szaúdi el-Hilál csapatánál folytatja pályafutását. Az ESPN-hez köthető források szerint a két klub 53 millió eurós átigazolási díjban egyezett meg.

### A válogatottban
2019 októberében mutatkozott be az uruguayi válogatottban, gólt szerezve Peru ellen.

## Statisztikák

### Klubcsapatokban
Frissítve: 2023. április 17.
| Csapat           | Szezon           | Bajnokság        | Bajnokság | Bajnokság | Kupa | Kupa | Ligakupa | Ligakupa | Nemzetközi | Nemzetközi | Egyéb | Egyéb | Összesen | Összesen |
| Csapat           | Szezon           | Osztály          | M.        | G.        | M.   | G.   | M.       | G.       | M.         | G.         | M.    | G.    | M.       | G.       |
| ---------------- | ---------------- | ---------------- | --------- | --------- | ---- | ---- | -------- | -------- | ---------- | ---------- | ----- | ----- | -------- | -------- |
| Peñarol          | 2017             | Primera División | 1         | 0         | —    | —    | —        | —        | 0          | 0          | 0     | 0     | 1        | 0        |
| Peñarol          | 2018             | Primera División | 10        | 1         | —    | —    | —        | —        | 2          | 0          | 1     | 0     | 13       | 1        |
| Peñarol          | 2019             | Primera División | 3         | 3         | —    | —    | —        | —        | 5          | 0          | 0     | 0     | 8        | 3        |
| Peñarol          | Összesen         | Összesen         | 14        | 4         | 0    | 0    | 0        | 0        | 7          | 0          | 1     | 0     | 22       | 4        |
| Almería          | 2019–20          | Segunda División | 30        | 16        | 0    | 0    | —        | —        | —          | —          | 2     | 0     | 32       | 16       |
| Benfica          | 2020–21          | Primeira Liga    | 29        | 6         | 4    | 3    | 2        | 0        | 8          | 5          | 1     | 0     | 44       | 14       |
| Benfica          | 2021–22          | Primeira Liga    | 28        | 26        | 2    | 0    | 1        | 2        | 10         | 6          | —     | —     | 41       | 34       |
| Benfica          | Összesen         | Összesen         | 57        | 32        | 6    | 3    | 3        | 2        | 18         | 11         | 1     | 0     | 85       | 48       |
| Liverpool        | 2022–23          | Premier League   | 24        | 9         | 2    | 1    | 2        | 0        | 8          | 4          | 1     | 1     | 37       | 15       |
| Karrier összesen | Karrier összesen | Karrier összesen | 125       | 61        | 8    | 4    | 5        | 2        | 33         | 15         | 5     | 1     | 176      | 83       |

1. ↑  Pályáralépések a Copa Sudamericana sorozatban
2. ↑  Az uruguayi bajnokság rájátszásában való pályára lépések
3. ↑  Pályára lépések a Copa Libertadores sorozatban
4. ↑  Pályára lépések a spanyol másodosztályú labdarúgó-bajnokság rájátszásában
5. ↑  Egy pályára lépés az UEFA-bajnokok ligájában, hét pályáralépés és öt gól az Európa-ligában
6. ↑  Pályára lépések a portugál labdarúgó-szuperkupában
7. ↑  Pályára lépések az UEFA-bajnokok ligájában

### A válogatottban
Frissítve: 2022. június 5.
| Válogatott | Év       | Pályára lépés | Gólok |
| ---------- | -------- | ------------- | ----- |
| Uruguay    | 2019     | 1             | 1     |
| Uruguay    | 2020     | 3             | 1     |
| Uruguay    | 2021     | 2             | 0     |
| Uruguay    | 2022     | 10            | 1     |
| Összesen   | Összesen | 16            | 3     |

#### Gólok
| # | Dátum                | Helyszín                                                       | Ellenfél | Eredmény | Végeredmény | Sorozat                            | For.  |
| - | -------------------- | -------------------------------------------------------------- | -------- | -------- | ----------- | ---------------------------------- | ----- |
| 1 | 2019. október 16.    | Estadio Nacional, Lima, Peru                                   | Peru     | 1–1      | 1–1         | Barátságos                         | [ 7 ] |
| 2 | 2020. november 13.   | Estadio Metropolitano Roberto Meléndez, Barranquilla, Kloumbia | Kolumbia | 3–0      | 3–0         | 2022-es világbajnokság (selejtező) | [ 8 ] |
| 3 | 2022. szeptember 27. | Nemzeti Stadion, Pozsony, Szlovákia                            | Kanada   | 2–0      | 2–0         | Barátságos                         | [ 9 ] |

## Sikerek, díjak

### Klubcsapatokban
Peñarol
- Uruguayi Primera División-bajnok: 2017, 2018

Liverpool
- Angol bajnok: 2024–25
- Angol szuperkupa-győztes: 2022

### Egyéni
- Cosme Damião-díj – Az év labdarúgója: 2021[10]
- Primeira Liga – A hónap támadója: 2021. szeptember[11]
- Primeira Liga – A hónap játékosa: 2021. szeptember
- Primeira Liga – Az év csapata: 2021–2022[12]
- SJPF A hónap játékosa: 2022. április[13]
- Primeira Liga-gólkirály: 2021–2022[14]
- CNID Az év labdarúgója: 2022[15]